# 2570 Porphyro
2570 Porphyro è un asteroide della fascia principale del diametro medio di circa 27,99 km. Scoperto nel 1980, presenta un'orbita caratterizzata da un semiasse maggiore pari a 2,7683732 UA e da un'eccentricità di 0,1047496, inclinata di 16,22103° rispetto all'eclittica.